# Марти, Кристобаль
Кристобаль Марти Баталья (родился 22 мая 1903 года — 28 июля 1986 года) — испанский футболист и тренер.

## Ранняя карьера
Кристобаль Марти начал профессиональную карьеру в 1921 году в составе клуба CE Sabadell FC. В 1923 году перешёл в «Барселону», где провёл два сезона, после чего вернулся в Сабадель. В 1928 году снова стал игроком «Барселоны», где играл до 1933 года. В сезонах 1933–1935 завершал карьеру в составе «Эспаньола».
В общей сложности провёл за «Барселону» более 250 матчей, забив 46 мячей (в рамках Ла Лиги — 54 матча и 2 гола). Он был важной частью команды, выигравшей первый в истории клуба титул чемпиона Испании в сезоне 1928/29. Также выигрывал Кубок Испании (1925) и неоднократно становился чемпионом Каталонии.